# مقاطعة شياولياي
مقاطعة شياولياي هي إحدى مقاطعات ليتوانيا العشرة.

## وصلات خارجية
- الموقع الرسمي[وصلة مكسورة]
- خريطة المقاطعة نسخة محفوظة 10 مارس 2007 على موقع واي باك مشين.
- Siauliai Region Main Post Office